# Jules Joseph Lefebvre
Jules Joseph Lefebvre (Tournan-en-Brie, 14 de marzo de 1834 - París, 24 de febrero de 1912) fue un pintor academicista francés, profesor de la École des beaux-arts y de la Académie Julian. Especialista en la pintura de desnudo femenino, fue alumno de Léon Cogniet.

## Biografía y obras

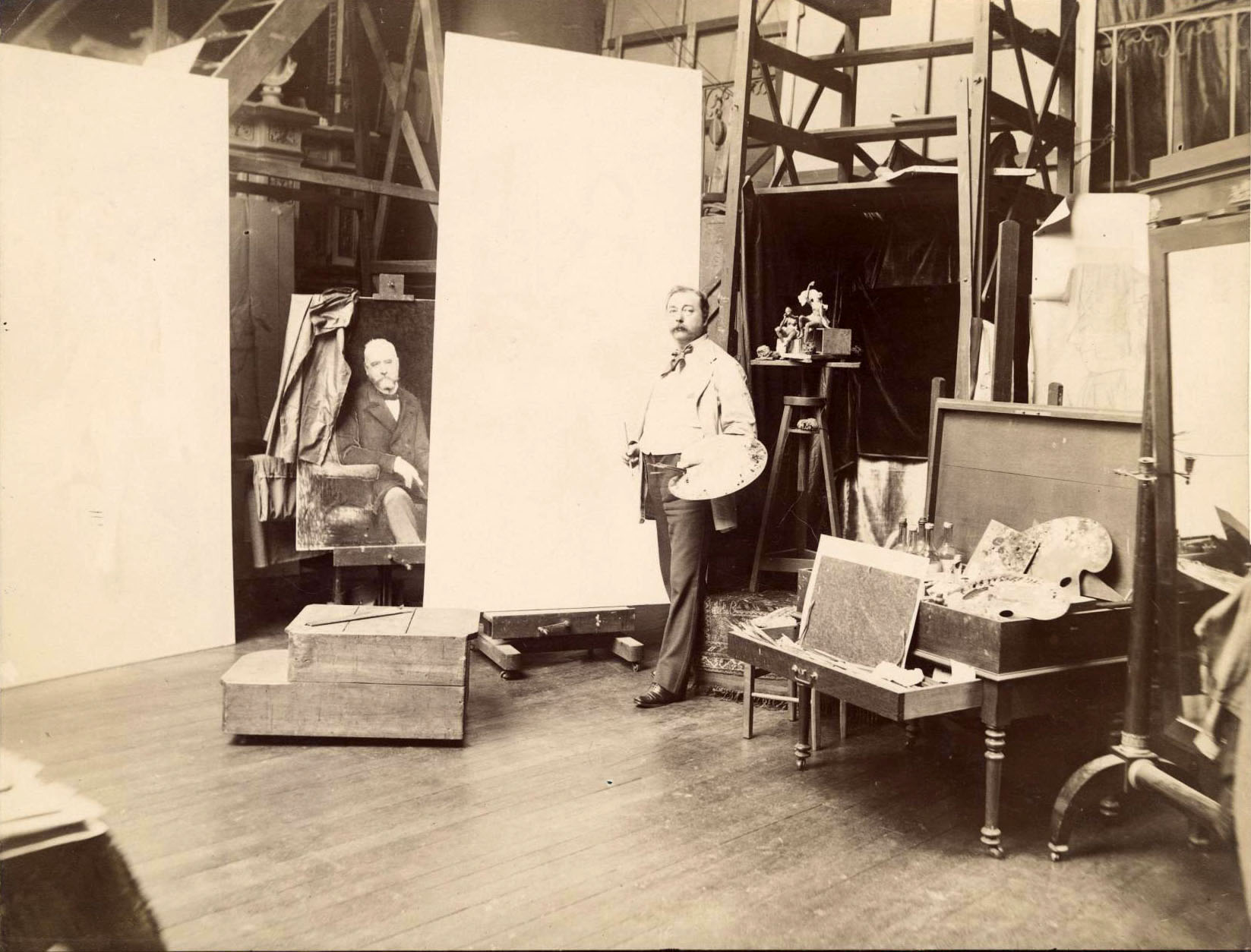
Jules J. Lefebvre en su estudio.

Lefevre ingresó en 1852 en la Escuela de Bellas Artes con una beca anual de 1000 francos para continuar sus estudios, siendo alumno de Léon Cogniet. En 1855 participó por primera vez en el Salón de París, lo que no dejará de hacer en años sucesivos, contabilizándose hasta 1898 setenta y dos retratos presentados. En 1861 obtuvo el premio de Roma por su obra La muerte de Príamo. Durante su estancia en Roma estudió a los grandes maestros italianos. En este período aumentó su interés por los desnudos femeninos, pintando el primero en 1863. Este mismo año, la pérdida de sus padres y su hermana lo sumergen en una severa depresión, superadada la cual, regresó a París con una visión y un acercamiento diferente al arte.
Reconocido retratista, su obra La Verdad, un desnudo femenino con un espejo (Museo de Orsay) le otorga la consagración y el reconocimiento del público. En 1870 fue nombrado caballero de la Legión de Honor y profesor de la Academia Julien, reconocida por la formación de artistas de ambos sexos, en una época donde las mujeres no eran admitidas en la Escuela de Bellas Artes. En 1878 y 1886 obtuvo medallas en la Exposición de Paría y en 1891 será elegido miembro de la Academia de Bellas Artes. Finalmente, en 1898 fue ascendido al grado de comendador de la Légion de Honor.
Con el género de pintura erótica, tuvo una rivalidad con William Bouguereau, pueden citarse, entre sus obras conservadas en museos públicos, además de la ya mencionada La Verdad, María Magdalena en la gruta, propiedad del Hermitage de San Petersburgo y sus dos obras expuestas en el Museo Nacional de Bellas Artes de Buenos Aires: Pandora y Diana sorprendida.
Fue profesor de pintores como Fernand Khnopff, Félix Vallotton o la pintora impresionista Eurilda Loomis France.

## Galería

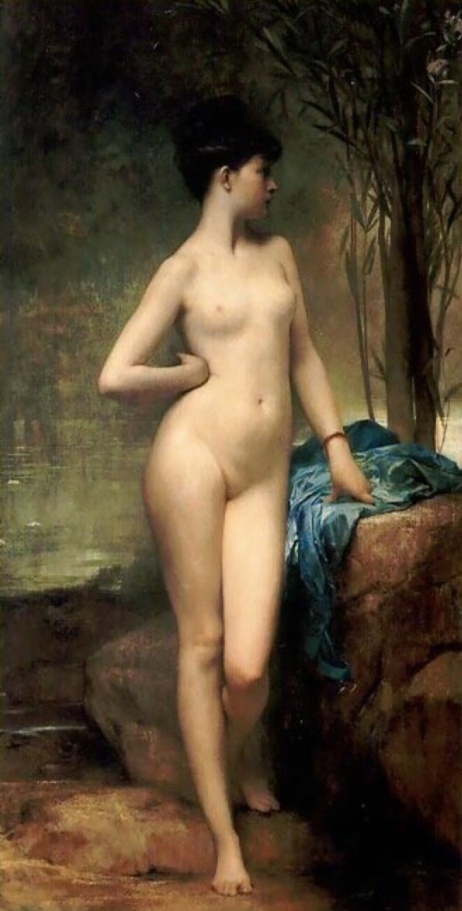
Chloé (1875).
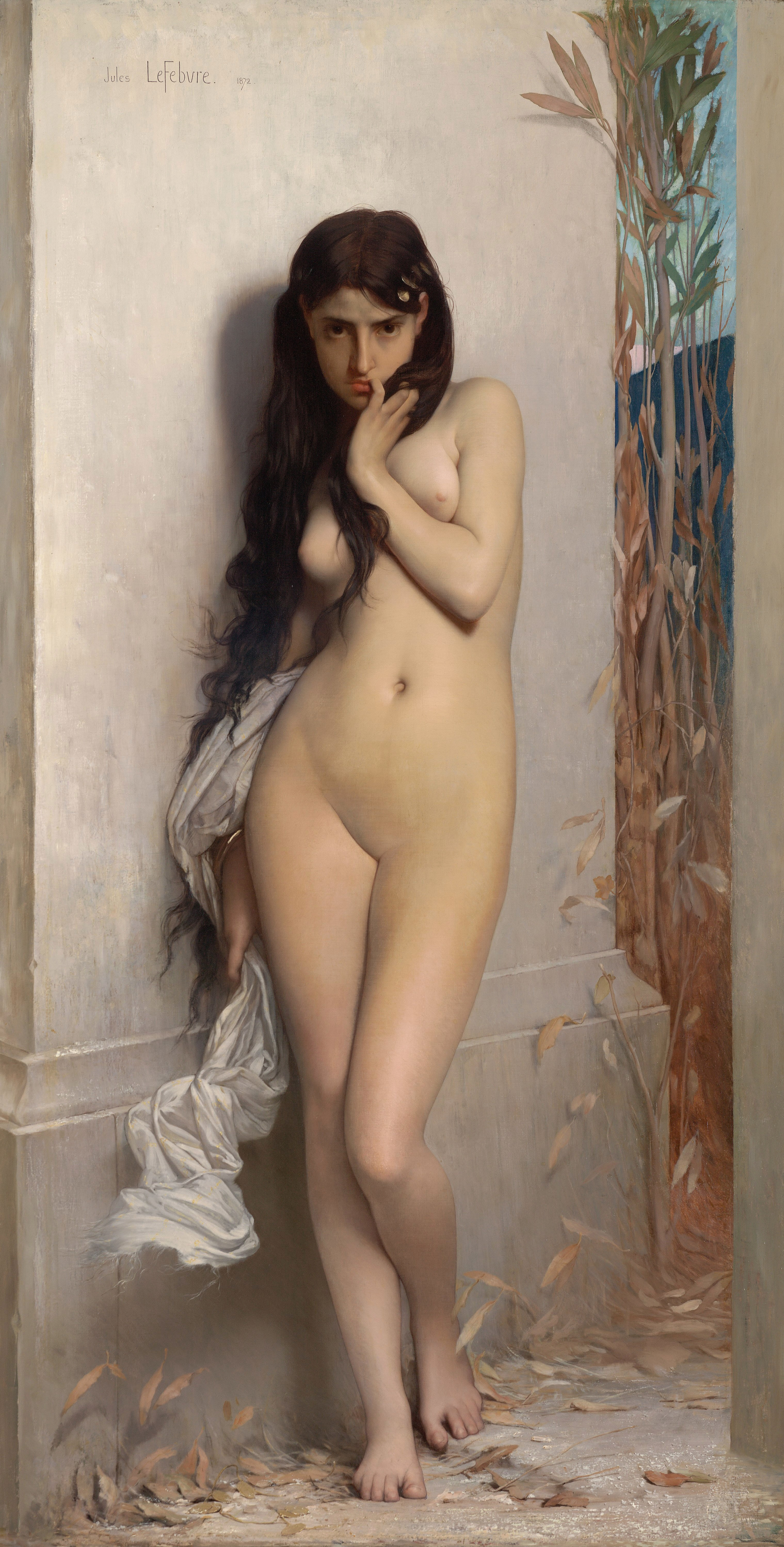
La Cigarra, 1872.
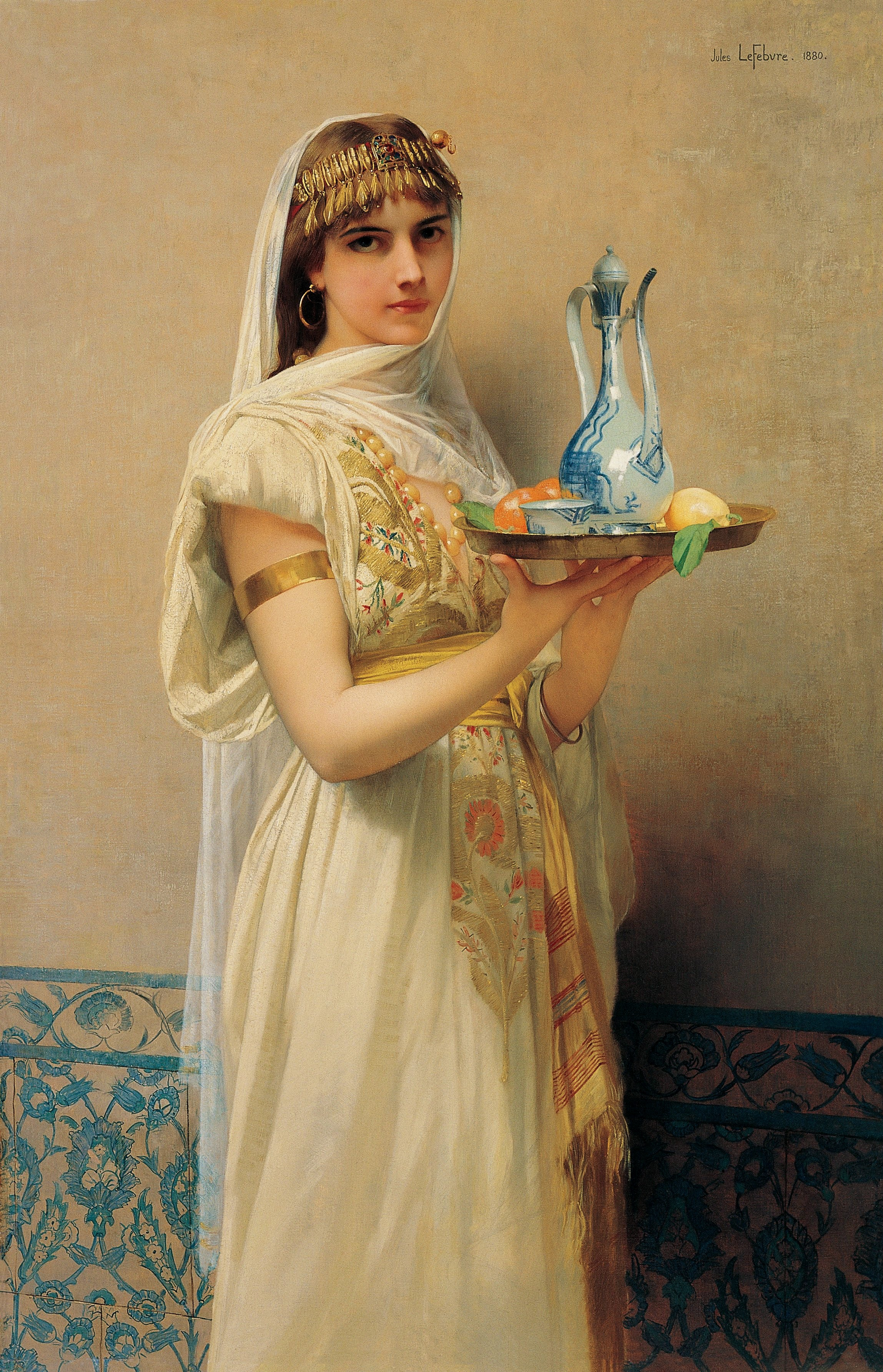
Sirvienta, 1880.
Flores del campo.
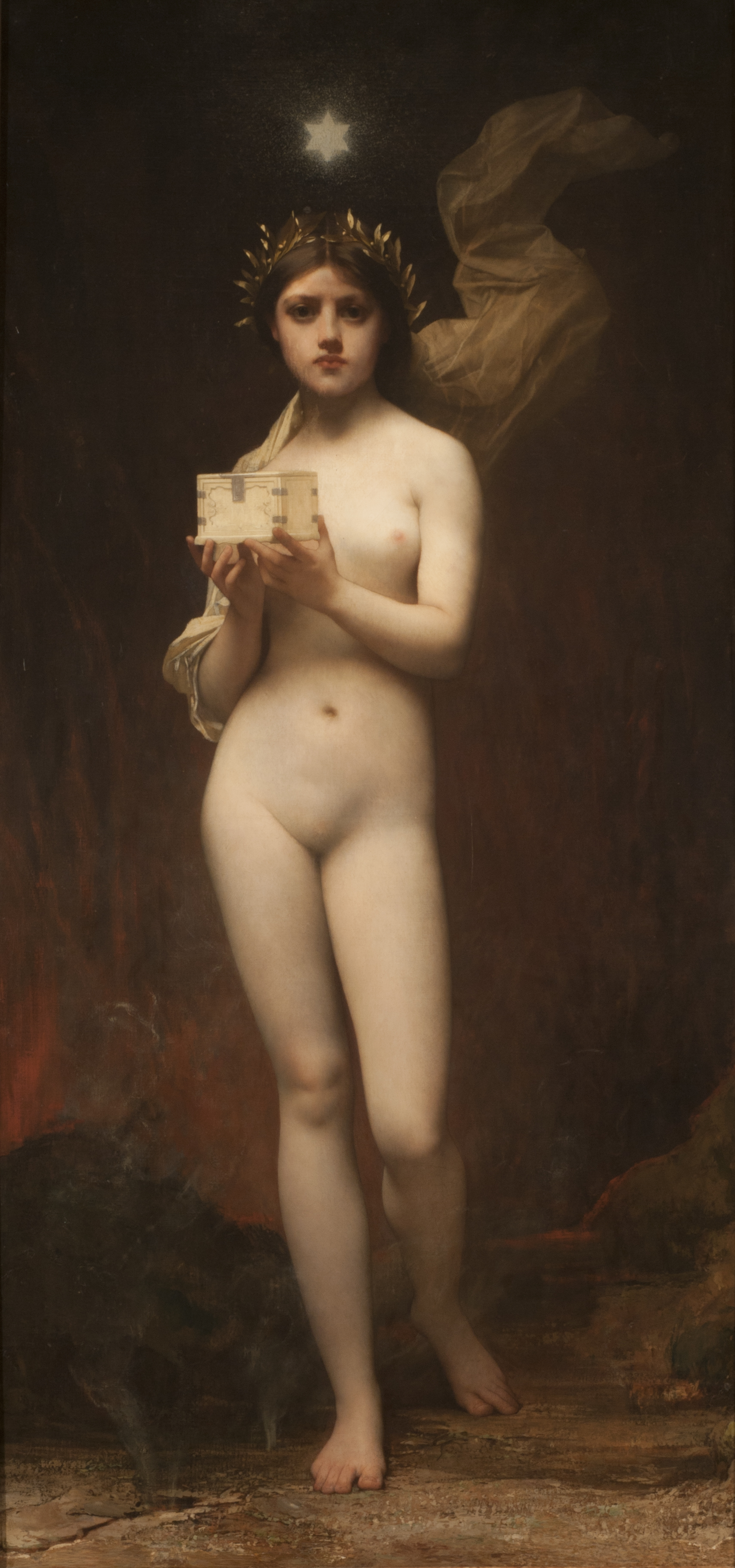
Pandora, 1872.
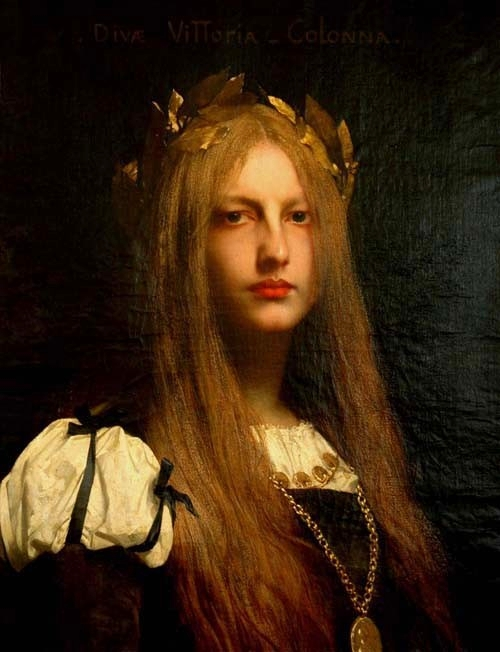
Vittoria Colonna, 1861.
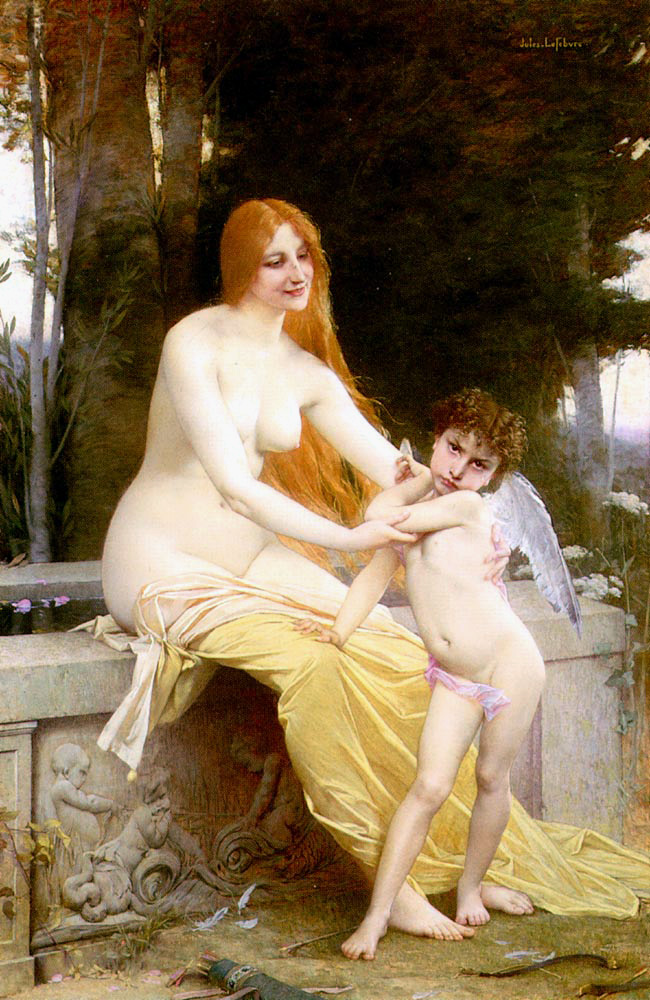
El amor duele.
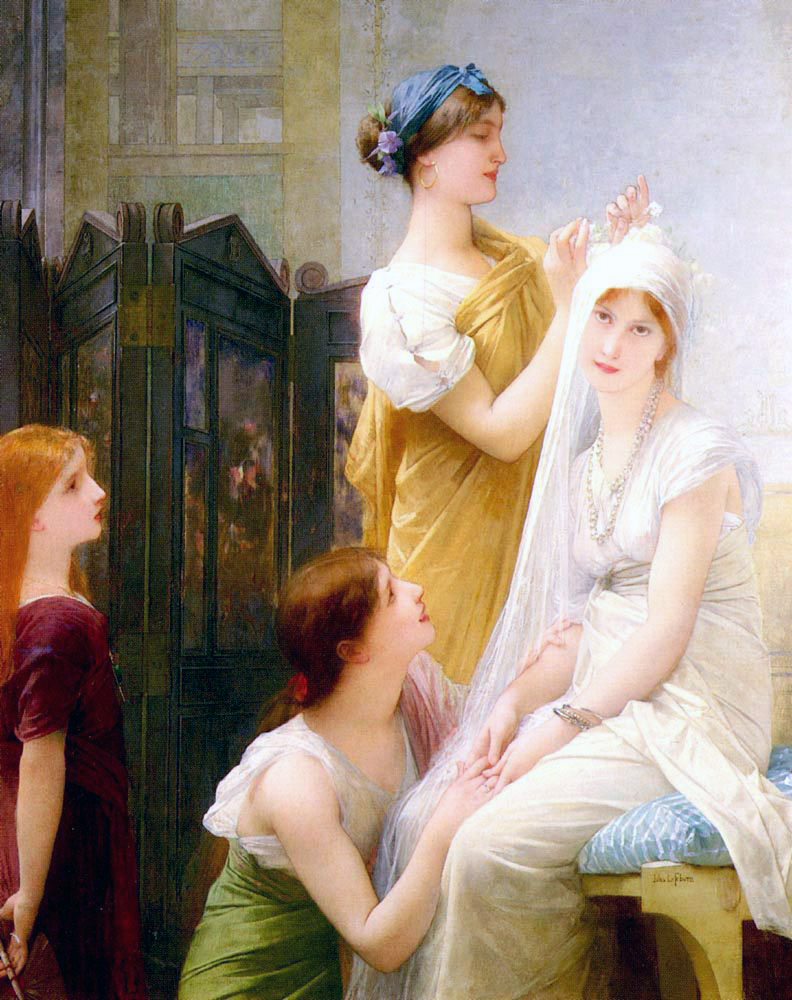
La prometida.
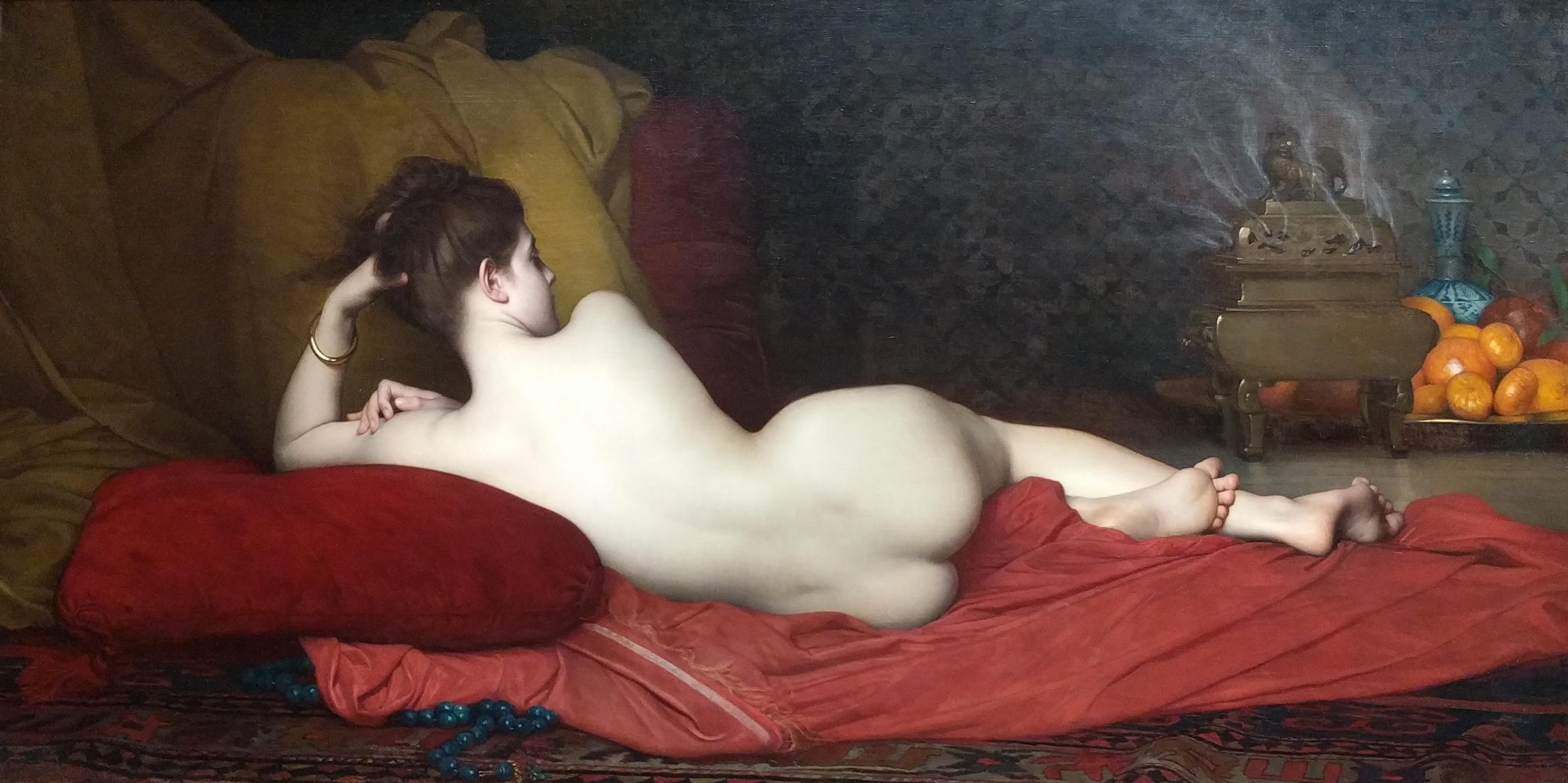
Odalisca, 1874.
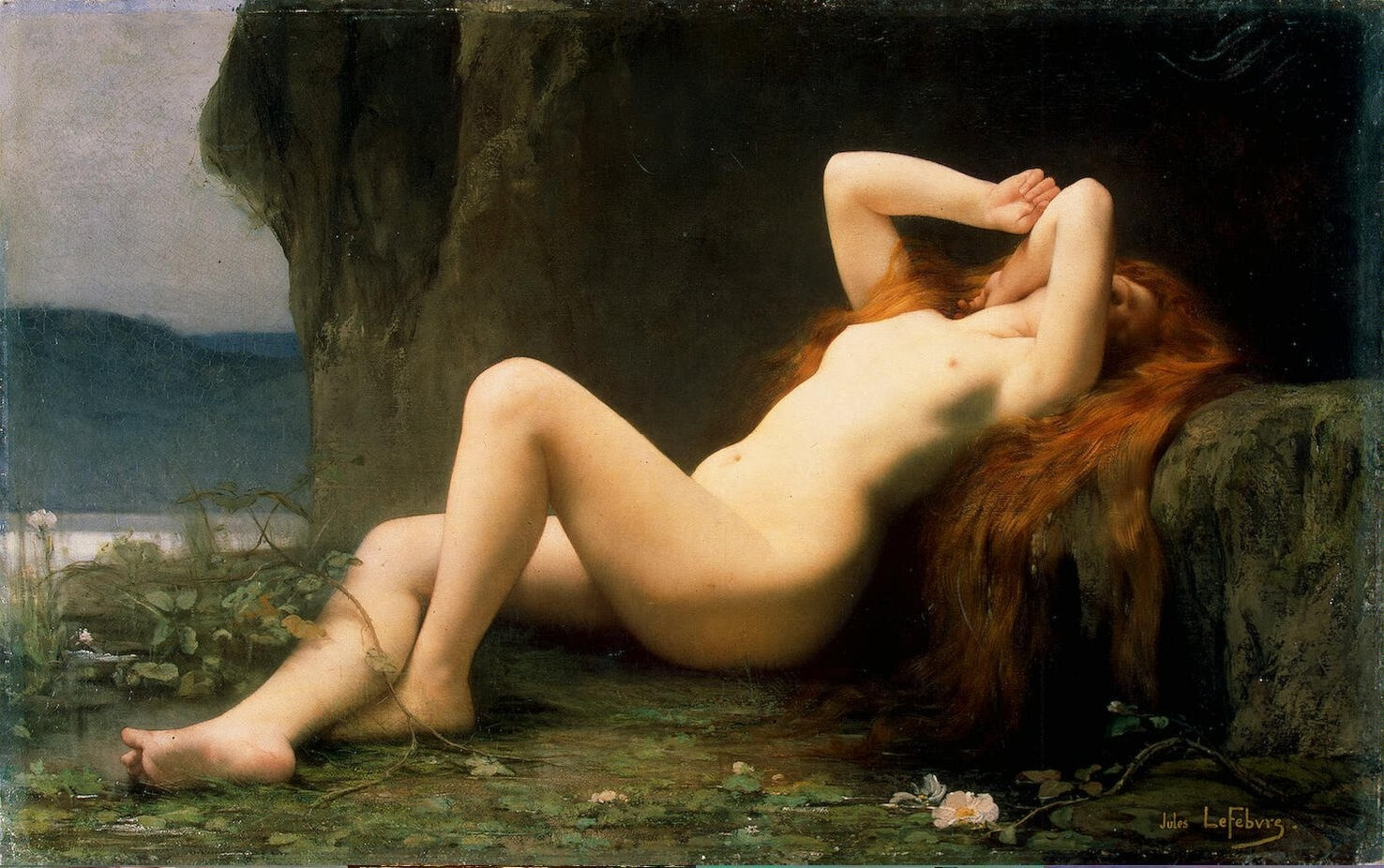
María Magdalena en la gruta, 1876.